# Višera (Volhov)
Višera (rus. Вишера) je rijeka u Novgorodskoj oblasti u Rusiji.
Nastaje sutokom dviju rijeka,  Male Višere i Velike Višere.
Ulijeva se zdesna u rijeku Mali Volhovec, koji je istočni rukavac rijeke Volhova, istočno od Velikog Novgoroda. 
Duga je 73 km. 
Grad Malaja Višera se nalazi na ušću Male Višere.

## Vanjske poveznice
|  | Zajednički poslužitelj ima još gradiva o temi Višera (Volhov) |